# Yuhei Sato
Yuhei Sato (佐藤 優平 Sato Yuhei?), född 29 oktober 1990 i Kanagawa prefektur, är en japansk fotbollsspelare.
Sato började sin karriär 2013 i Yokohama F. Marinos. Med Yokohama F. Marinos vann han japanska cupen 2013. 2015 flyttade han till Albirex Niigata. Efter Albirex Niigata spelade han för Montedio Yamagata och Tokyo Verdy.